# كاي باناباكر
كاي باناباكر (بالإنجليزية: Kay Panabaker)‏ (مواليد 2 مايو 1990)، هي ممثلة سينمائية وتلفزيونية أمريكية. وهي شقيقة دانييل باناباكر.

## روابط خارجية
- كاي باناباكر على موقع IMDb (الإنجليزية)
- كاي باناباكر على موقع ميتاكريتيك (الإنجليزية)
- كاي باناباكر على موقع روتن توميتوز (الإنجليزية)
- كاي باناباكر على موقع قاعدة بيانات الأفلام العربية
- كاي باناباكر على موقع ألو سيني (الفرنسية)
- كاي باناباكر على موقع ميوزك برينز (الإنجليزية)
- كاي باناباكر على موقع تيرنر كلاسيك موفيز (الإنجليزية)
- كاي باناباكر على موقع أول موفي (الإنجليزية)
- كاي باناباكر على موقع قاعدة بيانات الأفلام السويدية (السويدية)
- كاي باناباكر على موقع إن إن دي بي (الإنجليزية)